# Curup
Curup – miasto w Indonezji na Sumatrze w górach Barisan, w prowincji Bengkulu; 46 tys. mieszkańców (2005); ośrodek administracyjny dystryktu Rejang Lebong.
Ośrodek regionu rolniczego, uprawa ryżu, manioku, kawowca; eksploatacja lasów. W pobliżu miasta gorące źródła (Tambang Sawah i Suban), a także piękny wodospad Kepala Curup o wysokości ok. 100 m.